# マイケル・オリヴァー
マイケル・オリヴァー（Michael Oliver、1985年2月20日 - ）は、イングランド・ノーサンバーランドアシントン出身のサッカー審判員。

## 人物
イングランドのノーサンバーランドアシントンの出身。
父親がフットボール審判員であったことから、マイケルも1999年の14歳の時に審判員の道を志す。
2007年3月20日、マイケルはイングランドフットボールリーグ5部に相当するカンファレンス・ナショナルにおいて、2007年ナショナルカンファレンスプレーオフファイナルのエクセター・シティFC 対 モアカムFC（ウェンブリー・スタジアム）の一戦のレフェリーを22歳にして務めた。マイケルはその後、順調なステップアップを進んでいく。
2010年、マイケルはプレミアリーグの公認審判であるセレクトグループレフェリーズに登用された。2010-2011プレミアリーグにおいては、2010年8月21日のブラックバーン・ローヴァーズFC 対 バーミンガム・シティFC戦（セント・アンドルーズ・スタジアム）にて、弱冠24歳で主審デビューを果たした。この試合でマイケルはスチュアート・アトウェルが25歳でプレミアリーグ主審デビューを果たした最年少記録を更新した。
2012年には国際サッカー連盟（FIFA）の国際主審に登録され、2015 FIFA U-17ワールドカップでは決勝戦のU-17マリ代表 対 U-17ナイジェリア代表戦の主審を務めた。
2022年5月、同年にカタールで開催される2022 FIFAワールドカップの審判団の1人に選ばれ、グループE・日本対コスタリカの主審を務めた。

## 議論となった判定
- 2025年1月25日に行われたプレミアリーグ第23節・アーセナル対ウルヴァーハンプトン（ウルブス）戦の43分、コーナーキックのこぼれ球を拾ったウルブスDFマット・ドハーティがカウンターに移行したところをアーセナルMFマイルズ・ルイス＝スケリーが倒したシーンで、主審を務めたオリヴァーは迷わずレッドカードを提示。VARのダレン・イングランドもこの判定を支持したことで、そのまま一発退場となった。しかし、この判定にアーセナルが異議申し立てを行い、これが認められたことで、ルイス＝スケリーに対する罰則（3試合の出場停止）が取り消しとなった。なお、アーセナルに対しては、レッドカード提示後にオリヴァーを取り囲んだことに対して、6万5000ポンド（約1240万円）の罰金処分が科されている[7]。